# Pineview (Georgia)
Pineview è una città degli Stati Uniti d'America, situata in Georgia, nella Contea di Wilcox.